# Góry Inowieckie

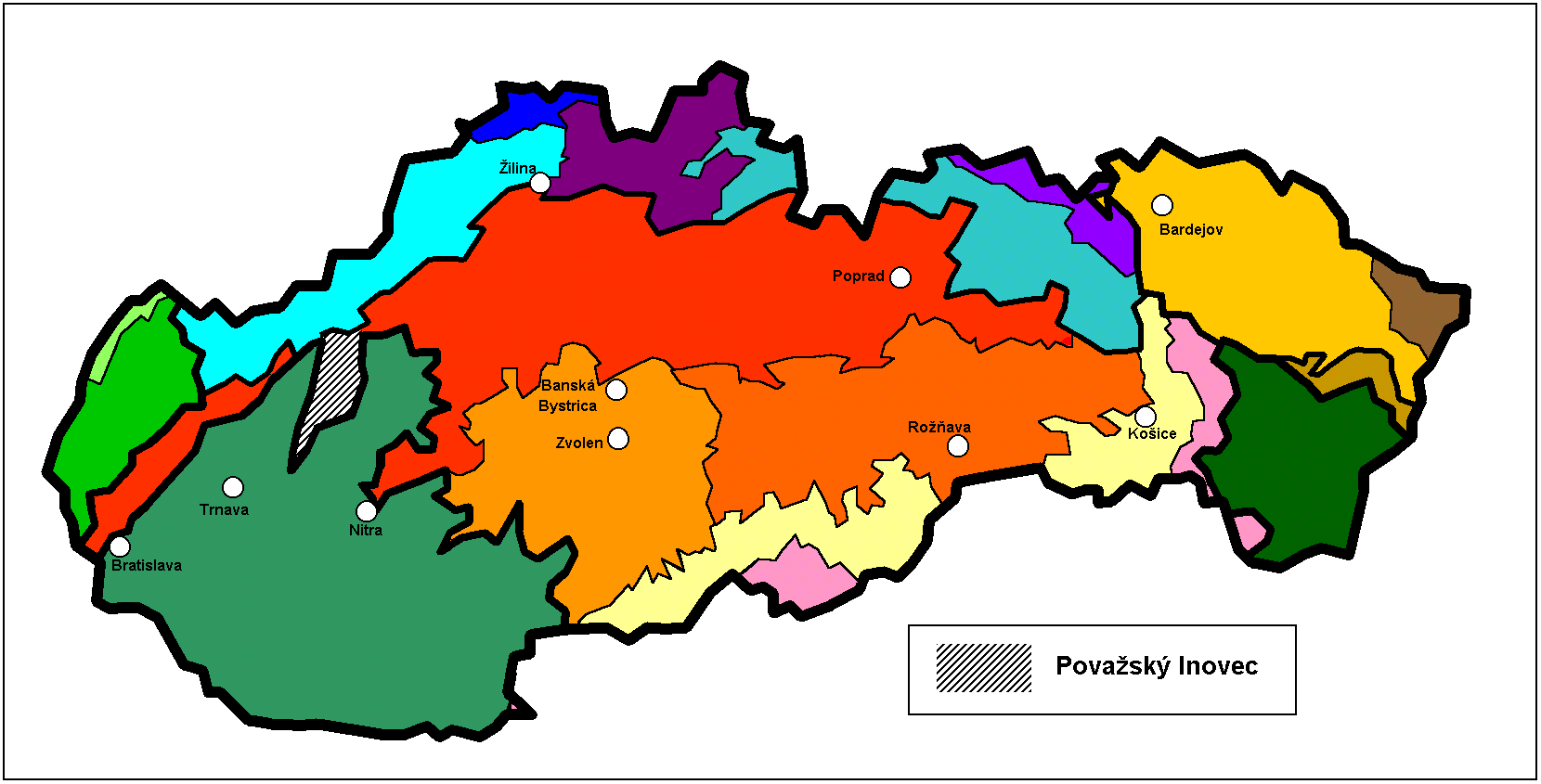
Położenie Gór Inowieckich na mapie Słowacji

Położenie Gór Inowieckich na mapie Zachodnich Karpat Centralnych i Wewnętrznych

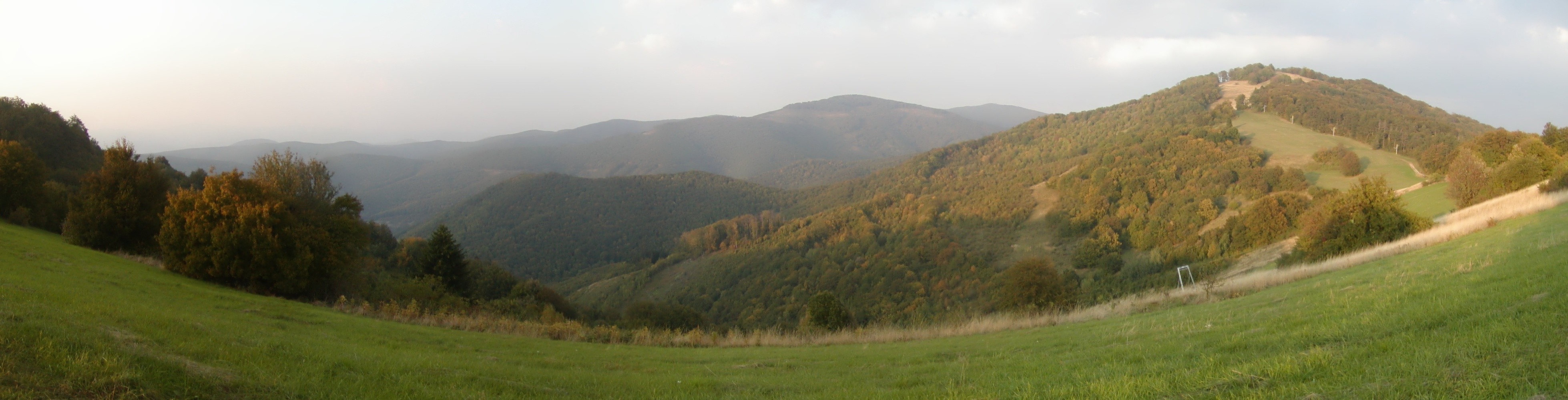
Widok na Dolinę Hrádocką w rejonie Bezovca

Góry Inowieckie (514.41; słow. Považský Inovec) – pasmo górskie w zachodniej Słowacji.
Stanowi część Łańcucha Małofatrzańskiego (słow. Fatransko-tatranská oblasť), należącego do Centralnych Karpat Zachodnich.

## Położenie
Góry Inowieckie leżą na wschodnim brzegu Wagu, na odcinku od Trenczyna do Hlohovca, równolegle do tej rzeki. Stanowią południowy przyczółek Łańcucha Małofatrzańskiego, wkraczający od północy na obszar Niziny Naddunajskiej. Nizina ta otacza je od wschodu (dolina Nitry, od zachodu (dolina Wagu) i od południa (Pogórze Nitrzańskie). Od północy z Górami Inowieckimi graniczą Góry Strażowskie, oddzielone obniżeniem na linii Trenczyn-Bánovce nad Bebravou oraz przełęczą Jastrabské sedlo.

## Opis
Długość pasma Gór Inowieckich wynosi 48 km, szerokość od 15 do 25 km, powierzchnia około 600 km². Wyniesienie gór nad poziom morza zmniejsza się z północy na południe; ostatecznie góry płynnie przechodzą w nizinę. Góry Inowieckie pod względem geomorfologicznym dzielą się na:
- Wysoki Inowiec (słow. Vysoký Inovec) w części północnej, z kulminacją Inovec  (1 042 m n.p.m.),
- Niski Inowiec (słow. Nízky Inovec) w części środkowej, z kulminacją Bezovec  (743 m n.p.m.),
- Góry Krogulcze (słow. Krahulčie vrchy) w części południowej, z kulminacją Marhát (748 m n.p.m.),
- Pogórze Inowieckie (słow. Inovecké predhorie), ciągnące się wąskim pasem szerokości 2-7 km u zachodnich podnóży wyżej wymienionych grup górskich, wzdłuż doliny Wagu, od Beckova po Hlohovec (bez jednej wyraźnej kulminacji, do 550 m n.p.m.).

## Geologia
Góry Inowieckie tworzą asymetryczny blok tektoniczny, obcięty uskokami i otoczony przez neogeńskie serie osadowe. Od północy jest on ograniczony przez uskok jastrabianski (słow. jastrabiansky zlom lub jastrabiansky zlomový systém), który oddziela go od Kotliny Trenczyńskiej i Gór Strażowskich. Na zachodzie uskok powaski (słow. považanský zlomový systém) oddziela go od depresji blatniańskiej (słow. Blatnianska depresia). Na wschodzie uskok dubodzielski (słow. dubodielsky zlom) od  Kotliny Banowskiej (słow. Bánovská kotlina). Od południowego wschodu uskok risznowski lub majcichowski (słow. rišňovský zlom lub majcichovský zlom) od depresji risznowskiej (słow. Rišňovská depresia). Wiek uskoków określa się na eocen-miocen.
Trzon krystaliczny podzielony jest uskokami normalnymi na trzy części – bloki. Z północy na południe są to: blok selecki (słow. selecký), bojniański (słow. bojniansky) i głogowiecki (słow. hlohovecký), z których jedynie środkowy ma budowę charakterystyczną dla Tatrydów. Blok bojniański jest nasunięty na blok selecki wzdłuż uskoku odwróconego, tzw. linii hradockiej (słow. hrádocká línia). Blok głogowiecki jest od swojego sąsiada oddzielony linią koplotowską (słow. koplotovská línia).
Położony na północy blok selecki składa się z łupków krystalicznych (głównie diaftorytów, fyllonitów, łupków biotytowych oraz gnejsów, amfibolitów i migmatytów). W nadkładzie występują karbońsko-permskie serie wulkaniczno-osadowe (grupa Kálnicy), występującej między miejscowościami Selec i Hrádok. W seriach tych występuje mineralizacja uranowa.
Centralny blok bojniański) ma budowę typową dla Tatrydów, czyli trzon krystaliczny zbudowany z granitoidów i gnejsów, przykryty osadami mezozoicznymi oraz dwoma nałożonymi płaszczowinami – niższą fatrzańską lub kriżniańską (słow. Fatrikum lub krížňanský príkrov) i wyższą hronowską lub choczańską (słow. Hronikum lub chočský príkrov ). Skały granitoidowe występują w dwóch masywach, w rejonie miejscowości Bojná i wzniesienia Zlatý vrch oraz w rejonie osady Duchonka. Mniejsze ciała znajdują się na północ od miasta Hlohovec. Występują tu słabo zmetamorfizowane dewońskie skały kompleksu wulkaniczno-osadowego w rejonie Hlavinki i Prieľačiny. Chodzi tu o najstarsze znane wystąpienie rud żelaza typu Lahn-Dill w Zachodnich Karpatach. Serie kriżniańska i choczańska zbudowane są głównie z mezozoicznych wapieni i dolomitów.
Płaszczowina fatrzańska reprezentowana jest przez sukcesję Zliechowa (słow. zliechovská jednotka). Płaszczowina hronowska zachowana jest jedynie fragmentarycznie, np. w Tematínie i na zamku Beckov. Obie płaszczowiny składają się z osadów powstałych od triasu do wczesnej kredy, głównie wapieni, margli i dolomitów.
Rzadkie relikty szczególnie wykształconych skał jednostki Belic występują lokalnie w bloku północnym i południowym.
Relikty osadów klastycznych paleogeńskiego basenu wewnątrzkarpackiego znajdują się na zachodnich zboczach gór.

## Wody
Góry Inowieckie są odwadniane przez liczne drobne potoki spływające do Wagu i Nitry. W północnej części pasma są liczne źródła kwaśnych wód mineralnych i wód termalnych o temperaturze do 65 do 67 °C (w dzielnicy Piešťan Kúpeľný ostrov).

## Roślinność
Góry Inowieckie są porośnięte lasami liściastymi – dębowymi, w wyższych partiach – dębowo-grabowymi, a w najwyższych – bukowymi. Gdzieniegdzie las przechodzi w lasostep, a nawet w stepowe łąki.

## Fauna
Dość bogate jest życie zwierzęce Gór Inowieckich, a występowanie poszczególnych gatunków zwierząt uwarunkowane jest sytuacją geomorfologiczną, lokalnymi warunkami klimatycznymi i hydrograficznymi, występowaniem konkretnych zespołów roślinnych oraz aktualną antropopresją.
Spośród ssaków kopytnych występuje tu jeleń szlachetny, sarna europejska i dzik, a także takie aklimatyzowane gatunki jak daniel i muflon. Ssaki drapieżne reprezentowane są tu głównie przez lisa, borsuka, tchórza, kuny: domową i leśną, łasicę i gronostaja. Wyjątkowo spotyka się tu i większe drapieżniki, jak wilk, ryś, żbik, a nawet niedźwiedź. Owadożerne reprezentowane są m.in. przez jeża, kreta, ryjówki: aksamitną i malutką, a przy ciekach wodnych przez rzęsorka rzeczka i rzęsorka mniejszego. Spośród gryzoni spotkamy tu wiewiórkę pospolitą, popielicę, koszatkę, myszarkę zaroślową i kilka innych gatunków z rodziny myszowatych. Na obrzeżach lasów spotykany jest zając szarak, a na łąkach i pastwiskach u stóp gór suseł moręgowany i królik.
Bogata jest również fauna ptaków, w której występują m.in. orzeł cesarski i sokół raróg.

## Zabytki i w pomniki natury
Góry Inowieckie obfitują w zabytki i w pomniki natury. Najważniejsze zabytki to:
- jaskinia Čertova pec z najstarszymi śladami ludzkiego osadnictwa na Słowacji,
- grodzisko Kostolec z czasów Wielkich Moraw we wsi Ducové,
- posadowiona na wielkomorawskich fundamentach kaplica świętego Jerzego w Nitrianskiej Blatnicy,
- średniowieczne zamki: Beckov, Tematín, Topoľčany (Podhradie) i zamek w Hlohovcu.

## Turystyka
W Górach Inowieckich jest rozwinięta infrastruktura turystyczna. Oznakowane trasy turystyczne liczą kilkadziesiąt kilometrów i są przystosowane do przejazdu rowerami górskimi. Od północy, pod szczytem Inowca, znajduje się schronisko turystyczne. Są tu również tereny narciarskie (ośrodek w Bezovcu) i tereny wspinaczkowe (Beckov). Na szczytach Inowca (1042 m n.p.m.) i Pańskiej Jaworzyny (943 m n.p.m.) znajdują się wieże widokowe.